# Gare de Saint-Maur
Ne doit pas être confondu avec Gare de Saint-Maur - Créteil ou Gare du Parc de Saint-Maur.
La gare de Saint-Maur est une gare ferroviaire française, de la ligne de ligne de Joué-lès-Tours à Châteauroux, située sur la commune de Saint-Maur, dans l'Indre, en région Centre-Val-de-Loire.
C'est une gare de la Société nationale des chemins de fer français (SNCF) aujourd'hui fermée a tout trafic.

## Situation ferroviaire
Établie à 145 mètres d'altitude, la gare de Saint-Maur est située au point kilométrique (PK) 348,029 de la ligne de Joué-les-Tours à Châteauroux, entre les gares de Châteauroux et Niherne.

## Histoire
À l'époque de sa construction, le bâtiment voyageurs ne possédait ni fenêtres en façade, ni extension, ni silo.
En mai 2012, la municipalité de Saint Maur a acquis l'ancien bâtiment voyageurs, puis l'a restauré. Sauf la façade côté voies, la SNCF conservant sans doute l'ancien crépi.

## Trafic
La gare voit passer des trains de céréales et d'engrais entre Châteauroux et Argy via Buzançais.